# Černá u Bohdanče
Černá u Bohdanče település Csehországban, a Pardubicei járásban. Černá u Bohdanče Lázně Bohdaneč, Pardubice, Rybitví és Živanice településekkel határos. Lakosainak száma 698 fő (2024. január 1.).

## Népesség
A település lakosságának változását az alábbi diagram mutatja:
| Lakosok száma | 261  | 271  | 236  | 194  | 217  | 256  | 432  | 529  | 669  | 698  |
|               | 1869 | 1890 | 1921 | 1950 | 1980 | 2001 | 2017 | 2019 | 2022 | 2024 |